# Mobile Suit Gundam SEED
Mobile Suit Gundam SEED (機動戦士ガンダムSEED Kidō Senshi Gandamu Sīdo?) es una serie de anime japonesa creada por el estudio Sunrise perteneciente a la franquicia Gundam y dirigida por Mitsuo Fukuda en 2002. Es la primera producción de Mobile Suit Gundam realizada en el siglo XXI, la quinta serie que es desarrollada en un Universo Alterno y la primera en tener una secuela directa. Como pasa con las series pertenecientes a la franquicia, esta serie se desarrolla en un calendario pre-establecido. En este caso, el calendario de la Era Cósmica (Cosmic Era en inglés) en el cual, la raza humana se ha dividido en dos sub especies: los Naturales, humanos comunes y corrientes y los Coordinadores, que son humanos genéticamente modificados para tener cualidades superdesarrolladas y una inteligencia muy avanzada. Los Coordinadores son objeto de discriminación y caza indiscriminada por lo que, para sobrevivir, construyeron colonias en el espacio exterior, para vivir lejos de los prejuicios y el odio que desencadenó la guerra.
La historia gira en torno a [Kira Yamato] un adolescente estudiante de ingeniería que se ve involucrado en un fuego cruzado cuando una colonia, de una tercera facción neutral, es atacada por Coordinadores pertenecientes a la milicia de ZAFT (Zodiac Alliance of Freedom Treaty en inglés).
La serie fue emitida originalmente entre el 5 de octubre de 2002 y el 27 de septiembre de 2003 en las cadenas Tokyo Broadcasting System y Mainichi Broadcasting System quienes comenzaron una alianza conjunta de transmisiones de diversas series dentro de la franquicia Gundam. La serie contó con tres películas recopilatorias y diversos Mangas y Novelas Ligeras que expandieron el universo donde la serie se desarrolla. Cuenta con una secuela llamada Gundam SEED Destiny la cual se comenzó a emitir en 2004 y terminó en 2005 con cincuenta episodios como pasó con su predecesora. A su vez, Gundam SEED contó con multitudes de merchandising asociado tales como juegos de video, CD musicales y figuras de acción basadas en los Mobile Suits de la serie (Gunplas). 
Gundam SEED tuvo un éxito considerable en Japón, ganando varios reconocimientos y marcando récords en ventas de DVD de la serie. La animación y el desarrollo de personajes fueron muy aclamados por un sector de la crítica. Sin embargo las similitudes con otras series del Universo Gundam han provocado opiniones negativas en algunos fanes de la serie.

## Argumento
Gundam SEED toma elementos argumentales de Mobile Suit Gundam (la primera serie de la franquicia), añadiendo los últimos avances en coloreado digital y gráficos generados por ordenador. Esta nueva serie detalla la guerra entre dos facciones, la Alianza Terrestre (coalición militar conformada por la mayor parte de las naciones de la Tierra, estando plenamente compuesta por humanos comunes denominados Naturales) y ZAFT (una organización militar que protege las colonias espaciales denominadas PLANTs, en las que viven humanos genéticamente mejorados, denominados Coordinadores). Además de estas dos facciones, existe una tercera facción, el pequeño país de ORB, el cual se declaró neutral ante el conflicto armado que se presenta a raíz del odio y desconfianza existente entre las dos razas humanas que existen en el planeta.
Como un punto clave de la historia, Gundam SEED se sitúa cronológicamente en el año 71 de la Era Cósmica, 11 meses después del ataque térmico-nuclear contra la colonia agricultora Junius Seven (que debido a la fecha en la que se llevó a cabo, se le llamó el incidente de San Valentín Sangriento). Esa acción fue promovida por Blue Cosmos, la facción más radical de la Alianza Terrestre, dando origen a la Guerra de San Valentín Sangriento. ZAFT como represalia contraatacó lanzando Interferentes de Neutrones (aparatos capaces de desactivar cualquier tecnología que funcionase con energía nuclear en una amplia área) a la Tierra, agravando la crisis energética del planeta ocasionando que los Mobile Suits y Mobile Armors de ambos bandos se adaptaran al uso de generadores de energía recargables. Tras 11 meses de guerra, pese a que todas las predicciones otorgaban un rápido triunfo a la Alianza Terrestre, debido a su mayoría numérica, la guerra sigue estancada debido a la introducción de una nueva y letal arma por parte de ZAFT, los Mobile Suits.
Gundam SEED comienza con la premisa de que la Alianza Terrestre ha creado en secreto 5 prototipos de Mobile Suits, denominados GWeapons (el protagonista Kira Yamato al leer las iniciales de estás nuevas armas les llama Gundam), capaces de superar en combate a los MS de ZAFT.

## Personajes
| Personaje          | Voz en Japonés   | Voz en Inglés       |
| ------------------ | ---------------- | ------------------- |
| Kira Yamato        | Sōichirō Hoshi   | Matt Hill           |
| Athrun Zala        | Akira Ishida     | Sam Vincent         |
| Lacus Clyne        | Rie Tanaka       | Jillian Michaels    |
| Cagalli Yula Athha | Naomi Shindou    | Vanessa Morley      |
| Mu La Flaga        | Takehito Koyasu  | Trevor Devall       |
| Murrue Ramius      | Kotono Mitsuishi | Lisa Ann Beley      |
| Haro               | Kotono Mitsuishi | Tabitha St Germain  |
| Patrick Zala       | Kinryu Arimoto   | Andrew Kavadas      |
| Rau Le Creuset     | Toshihiko Seki   | Mark Oliver         |
| Yzak Joule         | Tomokazu Seki    | Michael Adamthwaite |
| Andrew Waltfeld    | Ryoutarou Okiayu | Brian Drummond      |
| Dearka Elsman      | Akira Sasanuma   | Brad Swaile         |
| Flay Allster       | Kuwashima Houko  | Tabitha St Germain  |
| Natarle Badgiruel  | Kuwashima Houko  | Sarah Johns         |

## Música
Temas de Apertura
- Episodios 1-13: "Invoke" por T.M. Revolution.
- Episodios 14-26: "Moment" por Vivian or Kazuma.
- Episodios 27-40: "Believe" por Nami Tamaki.
- Episodios 41-50: "Realize" por Nami Tamaki.

Temas de cierre
- Episodios 1-26: "Anna ni Isshodatta noni" por See Saw.
- Episodios 27-39: "River" por Tatsuya Ishii.
- Episodios 40-50: "Find the Way" por Mika Nakashima.

## Gundam Seed: Edición especial
Se trata de tres videos de edición especial que fueron lanzados a continuación de la conclusión de Gundam Seed. Al igual que las películas de la saga Gundam, las películas de Gundam Seed Edición especial conforman una revisión de la historia narrada en la serie de televisión. Se trata de una recapitulación de los cincuenta episodios emitidos y que fueron mostrados por primera vez en Japón, estos presentan algunas escenas nuevas y flashbacks de episodios antiguos.
El primer especial fue El campo de batalla vacío, que comprende los primeros 21 episodios de la serie, fue emitido en dos partes  en marzo del 2004 por la televisión japonesa, seguido del especial El amanecer distante, en julio de 2004, que abarcó los episodios 22 al 40. El último especial, El cielo retumbante, comprendió los episodios 41 al 50. Esta edición especial trató de respetar la historia original, solo con algunos pequeños cambios. Adicionalmente, varias escenas se volvieron a animar y a doblar.
Se cree que esas películas fueron acortadas para una mejor transición entre Gundam Seed y Gundam Seed Destiny. Otros creen también que las ediciones especiales fueron hechas para corregir o agregar cosas que no salieron en la serie de la TV por causas de tiempo o presupuesto. Un error típico ha sido referirse a estos como episodios recapitulados. Aunque ese fuera el caso, siguen siendo películas en su propio derecho.
Las cuatro películas fueron lanzadas en el formato Universal Media Disc a mediados del 2005. Gundam Seed Edición especial fue licenciada para América por Bandai y fueron lanzadas en inglés en la segunda mitad del 2005.

### Lista de episodios
- "Edición especial I - El campo de batalla vacío"
- "Edición especial II - El amanecer distante"
- "Edición especial III - El cielo retumbante"

### Música
Temas de apertura y cierre.
- "Anna ni Issho Datta no ni (あんなに一緒だったのに)" por See-Saw
- "Akatsuki no Kuruma (暁の車;)" por FictionJunction YUUKA
- "Find The Way" por Mika Nakashima

Banda sonora.
- "Shizuka na Yoru ni (静かな夜に;)" por Rie Tanaka (Versión en inglés por Jillian Michaels
- "Zips" por T.M.Revolution
- "Meteor" por T.M.Revolution
- "Mizu no Akashi (水の証)" por Rie Tanaka (versión en inglés por Jillian Michaels)
- "INVOKE" por T.M.Revolution